# La Mission de Chien Noël
Série Chien Noël
Les Copains fêtent Noël
(2009) Les Chiots Noël, la relève est arrivée
(2012)
Pour plus de détails, voir Fiche technique et Distribution.
La Mission de Chien Noël ou À la recherche du Chien Noël au Québec (The Search for Santa Paws) est un film de Noël américano-canadien réalisé par Robert Vince (en), sorti directement en vidéo en 2010.
Il est le dixième film de la franchise Air Bud et constitue une préquelle au film Les Copains fêtent Noël, sorti en 2009. 
Une suite, intitulée Les Chiots Noël, la relève est arrivée, est sortie en 2012.

## Synopsis
Un jour, le Père Noël reçoit un chien en peluche pour son anniversaire ; après que le cristal magique a donné vie à l'animal, ce dernier est nommé « Chien Noël » et devient le meilleur ami à quatre pattes du Père Noël ; un jour tous deux entreprennent un voyage à New York afin d'y répandre l'esprit de Noël. À la suite d'un accident, le Père Noël devient amnésique, et le Chien Noël se retrouve seul. Il décide alors de faire tout son possible pour retrouver son maître. 

## Fiche technique
- Titre français : La Mission de Chien Noël
- Titre québécois : À la recherche du Chien Noël
- Titre original : The Search for Santa Paws
- Réalisation : Robert Vince
- Scénario : Robin Vince et Anna McRoberts
- Musique : Brahm Wenger
- Production : Keystone Pictures
- Distribution : Buena Vista Pictures Distribution
- Durée : 92 minutes
- Langue : Anglais
- Dates de sortie : 
  - Canada / États-Unis : 23 novembre 2010
  - France : 1er décembre 2010

## Distribution

### Acteurs
- Kaitlyn Maher (VF : Joe-Lula Bourdeaux ; VQ : Catherine Préfontaine) : Quinn Huckle (Hucklebuckle en VO)
- Madison Pettis (VF : Jessica Monceau ; VQ : Juliette Mondoux) : Will
- Richard Riehle (VF : Vincent Grass ; VQ : Vincent Davy) : le père Noël
- Danny Woodburn (VF : Jean-Loup Horwitz ; VQ : Daniel Lesourd) : Eli, le lutin
- Wendi McLendon-Covey (VF : Julie Dumas ; VQ : Isabelle Leyrolles) : Mlle Gladys Stout
- John Ducey (VF : Pierre Tessier ; VQ : Patrice Dubois) : James Huckle (Hucklebuckle en VO)
- Bonnie Somerville (VF : Vanina Pradier ; VQ : Aline Pinsonneault) : Kate Huckle (Hucklebuckle en VO)
- Chris Coppola (en) : Augustus « Gus »
- Jonathan Morgan Heit (en) (VQ : Damien Muller) : Jimmy
- G. Hannelius (VF : Clara Quilichini ; VQ : Gabrielle Thouin) : Janie
- Michelle Creber : Taylor
- Kathryn Kirkpatrick (en) (VQ : Hélène Mondoux) : Mme Gibson
- Patrika Darbo (en) (VQ : Natalie Hamel-Roy) : la mère Noël
- Bill Cobbs : M. Stewart

### Voix
- Zachary Gordon (VF : Tom Trouffier ; VQ : Alexis Plante) : Chien Noël, un chiot de montagne des Pyrénées
  - Mitchel Musso (VF : Kelyan Blanc ; VQ : Nicolas Bacon) : Chien Noël adulte
- Richard Kind (VQ : Michel M. Lapointe) : Eddy, un Jack Russell terrier
- Jason Connery : Haggis, un terrier écossais
- Christopher Massey (VF : Jean-Michel Vaubien) : Rasta, un puli
- Josh Flitter (en) (VQ : Hugolin Chevrette-Landesque) : T-Money, un bulldog anglais
- Diedrich Bader : Comète, un des rennes du père Noël

 Source et légende : version française (VF) sur RS Doublage et version québécoise (VQ) sur Doublage Québec

## Autour du film
- Le tournage du film a eu lieu dans deux endroits différents, à Vancouver en Colombie-Britannique au Canada.